# 4181 Kivi
4181 Kivi este un asteroid din centura principală, descoperit pe 24 februarie 1938 de Yrjö Väisälä.